# 吉勒·德拉布尔多奈
吉勒·德拉布尔多奈（法語：Gilles de la Bourdonnaye，1973年1月27日—），法国男子乒乓球运动员。他曾代表法国参加1992年、1996年、2000年、2004年、2008年和2020年夏季残疾人奥林匹克运动会乒乓球比赛，获得三枚金牌、三枚银牌和三枚铜牌。